# Urnefältskulturen

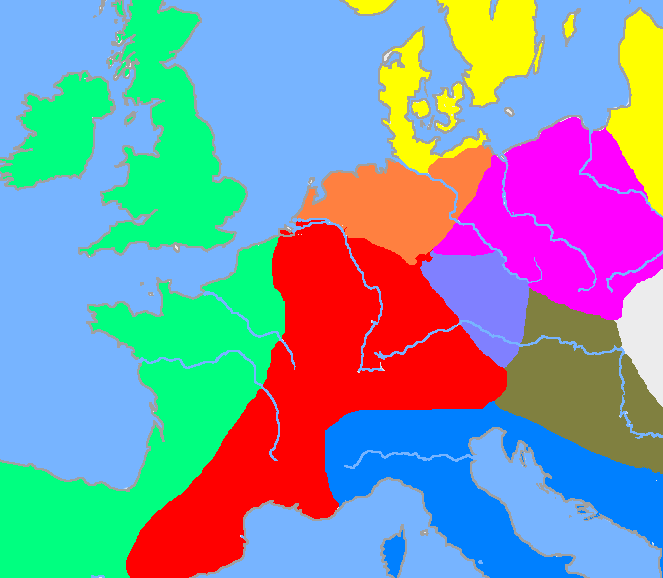
En förenklad karta, ca 1200 f.Kr., som visar den centrala urnefältskulturen (rött), den norra urnefältskulturen (orange), Knovizkulturen (blå-grått), Lausitzkulturen (lila), Donaukulturen (brunt), Terramarekulturen (blått), västeuropeisk bronsålder (grönt) och Skandinaviens bronsålder (gult).

Urnefältskulturen eller Urnenfeldertraditionen är ett samlingsnamn för en lång rad kontinentala kulturgrupper under Centraleuropas bronsålder mellan cirka 1300 och 700 f.Kr. Namnet kommer av att kremering undanträngde bruket att jorda de döda över hela Centraleuropa. Stora gravfält med urnegravar (så kallade urnegravfält) blev vanliga. Gravarna kan ligga både under plan mark och under låga högar. 

## Kronologi
En detaljerad kronologi för urnefältskulturen har utarbetats med utgångspunkt i ett viktigt gravfält vid Hallstatt i Österrike.
Inom vissa områden, som sydvästra Tyskland, räknar man början till 1200-talet (början av Ha A), men man genomförde redan kremeringar i den så kallade brons D Riegseefasen. Eftersom förändringen från mellersta bronsåldern till urnefältskulturen var gradvis, är det frågan om definition, om man även vill inkludera denna fas i kronologin. 
Urnefältkulturen täcker faserna Hallstatt A och B (Ha A och B) i Paul Reineckes kronologi, vilket inte ska sammanblandas med Hallstattkulturen (Ha C och D), som är den kultur som kommer efter urnefältskulturen. Faserna Ha A och Ha B korresponderar med faserna III-IV i Montelius periodindelning i nordisk bronsålder. Huruvida Reineckes Brons D inkluderas varierar beroende på författare och region.
Urnefältskulturen är indelad i följande faser. 
| Fas     | Datering (f.Kr) |
| ------- | --------------- |
| Brons D | 1300-1200       |
| Ha A1   | 1200-1100       |
| Ha A2   | 1100-1000       |
| Ha B1   | 1000-800        |
| Ha B2   | 900-800         |
| Ha B3   | 800-750         |

Fasen Ha B3 är omdiskuterad eftersom materialet enbart kommer från kvinnogravar. 100-årsindelningarna visar att indelningen är i högsta grad schematisk. Faserna är baserade på typologiska förändringar vilket betyder att de inte är absolut daterade och kan variera från område till område. Fler  dendrokronologiska och radiometriska dateringar är i högsta grad önskvärda. 

### Ursprung
Urnefältskulturen växte fram ur den äldre Höggravskulturen. Förändringen är gradvis i keramiken och begravningsmaterialet. I vissa delar av Tyskland existerade kremeringar och jordbegravningar samtidigt.  Vissa gravar innehåller både keramik från höggravskultur och urnefältssvärd eller keramik från bägge kulturerna. I kulturens södra områden uppkommer kulturen enligt schemat ovan, medan kulturen längre norr ut börjar i Ha A2-fasen.
16 spännen funna i ett träsk i Ellmoosen (Tyskland) täcker hela den kronologiska perioden från Brons B till tidig Ha A. Detta visar på en stark rituell kontinuitet. Vid  Loire, Seine och Rhône, innehåller vissa vadställen depåer från senneolitikum fram till urnefältsperioden. 
Ursprunget till kremationsriterna kan ses på Balkan, där det är vanligt i den östra höggravskulturen. Vissa kremationer kan hittas i Proto-Lausitzkulturen och Trzcinieckulturen. Inga tecken på kulturbrott finns, vare sig mellan höggravskulturen och urnefältskulturen, eller mellan urnefältskulturen och den senare Halstattkulturen eller ens längre fram till järnålderns La Tène-kultur.

## Spridning och lokala grupper
Urnefältskulturen kan hittas från västra Ungern via Alperna till atlantkusten ner till nordöstra Spanien. 
Lokala grupper skiljs åt framförallt med hjälp av keramik:
- Knovízkulturen i västra och norra Böhmen, södra Thüringen och nordöstra Bayern.
- Milavcekulturen i sydöstra Böhmen.
- Velatice-Baierdorf i Mähren och Österrike
- Čaka i västra Slovakien
- Nordöstbayersk grupp, indelad i en lägre bayersk och övre Pfalzisk grupp
- Unstrutgrupp i Thüringen, en blandning av Knovízkulturen och en sydtysk urnefältskultur.
- Sydtysk urnefältskultur
- Nedre schwabisk huvudgrupp i södra Hessen och Baden-Württemberg, inkluderande Marburg, Hanau, nedre Main- och Friedbergerfaserna.
- Rhen-schweizisk grupp i Rheinland-Pfalz, Schweiz och östra Frankrike, (förkortad RSFO i Frankrike).
- Nedre Rhen urnefält
- Nedre hessisk grupp
- Nordnederländsk-westfalisk grupp.
- Nordvästlig grupp i den holländska deltaregionen.

Ibland är spridningen av artefakter skarpt avgränsade, vilket kan indikera någon form av politiska strukturer, kanske stammar. Metallarbeten är mycket mer spridda än keramik, och visar inte på liknande avgränsningar. Detta kan ha tillverkats vid specialiserade verkstäder vilka försörjde eliten över ett stort område.

## Begravningar
Under höggravstid var det vanligt att lägga sina döda obrända i gravhögar, gärna flera stycken i samma grav. Detta stämmer åtminstone för samhällets övre skikt. Under urnefältsperioden begraver man i enkelgravar, även om några gravhögar fortfarande förekommer. I dess tidigaste fas grävde man människoformade gravar, ibland med stenbelagda golv där de kremerade resterna spreds. Senare blev urngravar vanliga. Vissa forskare menar att detta markerar ett fundamentalt skifte i människornas tro eller myter om livet och livet efter detta. 
Storleken på urnegravfälten varierar. I Bayern innehåller de flera hundra gravar, men i det största gravfältet i Baden-Württemberg i Dautmergen innehåller det bara 30 gravar. De döda placerades på gravbål iklädda sina personliga smycken. Ofta syns också spår av matoffer. De kremerade benlämningarna är mycket större än under den romerska perioden, vilket indikerar att mindre ved användes. Ofta har de ben som samlats in inte varit kompletta. 
De flesta urnefälten övergavs vid slutet av bronsåldern med undantag för dem vid nedre Rhen, vilka fortsatte att användas i den tidiga järnåldern (Ha C ibland t.o.m. D).

### Gravarnas utformning
De kremerade benen kunde vara placerade i enkla gropar. I vissa fall var koncentrationen av ben tät, vilket kan tyda på behållare av organiskt material. Ibland var benen utspridda. 
Om benen var placerade i urnor var de ofta täckta av en flat skål eller sten.
I en speciell typ av begravning var urnan täckt av ett upp- och nedvänt större kärl. Eftersom gravarna aldrig överlappade varandra, kan de ha varit markerade med någon form av markering i trä eller sten.

### Gravgåvor
Urnan, som innehåller de kremerade benen åtföljs av andra mindre keramikbehållare, som skålar eller koppar. De kan ha innehållit mat. Gravurnan placeras ofta i centrum. Ofta har de andra inte placerats på bålet. Metallgåvorna är artefakter som rakblad, vapen som har förstörts (böjda eller brutna), armband, smycken till halsband (eller liknande funktion), nålar till spännen och dylikt. Metallgravgåvor blev allt mer sällsynt i slutet av urnefältsperioden, medan andelen av andra material i ökade. Brända djurben hittas ofta. De kan ha placerats på bålet som mat. Mårdbenen i gravarna i Seddin kan ha tillhört klädedräkter. Bärnstens- eller glashalsband (Pfahlbautönnchen) får räknas som lyxvaror.

### Överklassbegravningar
Överklassgravarna placerades i träkammare, sällan stenkistor eller kammare med stenbelagda golv under gravhögar eller kista. Gravarna innehåller särskilt fint bearbetad keramik, djurben (vanligtvis fläsk), ibland guldringar eller täcken och i exceptionella fall miniatyrvagnar.  
Några av dessa rika gravar innehåller rester av flera personer. I dessa fall ses resterna av kvinnor och barn som offergåvor. Tills mer är känt om urnefältskulturen ska dessa tolkningar tas med försiktighet. Mot slutet av urnefältsperioden blev några kroppar brända på plats och sedan täckta med en gravhög, liknande begravningen av Patroklos, som den beskrivs av Homeros, och begravningen Beowulf. Under den tidiga järnåldern lade man ner sina döda obrända.

## Materiell kultur

### Keramik
Keramiken är normalt välgjord med jämn yta och kraftigt bukig profil. Några former tros vara imitationer av metallprototyper. Bikoniska cylindriska nackar är speciellt karakteristiskt. Det finns viss ingraverad dekoration, men vanligast är släta ytor. Fluted decoration är vanlig. I de schweiziska pålbyggnaderna har man funnit inristningar dekorerade med stanniol.
Keramikugnar var redan kända, (nära Elchingen, Bayern), vilket indikeras av de homogena kärlen. 
Andra kärl inkluderar koppar av driven brons med nitade handtag (typ Jenišovice) och stora kittlar med korsformade bihang. Träkärl har bara bevarats i vattenrika sammanhang som Auvernier (Neuchâtel), men kan ha varit mycket vitt spridda.

### Verktyg
Typiska bronsverktyg är bredbladiga yxor med sockel. I norr användes fortfarande stenyxor.

### Vapen
De lövformade urnefältssvärden kunde användas för att hugga, till skillnad mot de tidigare sticksvärden under höggravskulturen. Vanligt är att de hade en ansats. Hjalten var också gjord i brons. Den göts separat och innehöll en annan legering. Dessa svärd är kända från Brons D (Rixheimsvärd). Andra svärd hade tånge och hade förmodligen trä-, ben- eller hornhandtag. Grepp med infasningar hade organiska inläggningar Auvernier, Kressborn-Hemigkofen, Erbenheim, Möhringen, Weltenburg, Hemigkofen och Tachlovicetyp.
Skyddsutrustning som sköldar, cuirass, vadskydd och hjälmar är extremt sällsynta och återfinns nästan inte alls i gravar.
Det bästa exemplet på en bronssköld kommer från Plzeň i Böhmen och har ett nitat handtag. Jämförbara delar har hittats i Tyskland, västra Polen, Danmark, Storbritannien och Irland. De antas ha tillverkats i norra Italien eller i de östliga delarna av Alperna och efterliknar tresköldar. I irländska myrar har man funnit lädersköldar.
Bronscuirasser är kända från och med Brons D. Nio stycken kompletta bronscuirasser har hittats i Saint Germain du Plain, Marmesse, Haute-Marne (Frankrike) och fragment i Albstadt-Pfeffingen (Tyskland). Bronsplattor (phalerae) kan ha sytts på läderskydd.
Gravar med rikt dekorerade bronsplåtar är kända från Kloštar Ivani? (Kroatien) och Paulusgrottan nära Beuron (Tyskland).

### Vagnar
Omkring ett dussin fyrhjuliga vagnsbegravningar med bronsinläggningar är kända från den tidiga urnefältsperioden. De inkluderar Hart an der Alz, Mengen, Poing, Königsbronn, Tyskland och St. Sulpice, Schweiz. I Alz har vagnen placerats på bålet och delar av ben har fästs på de delvis smälta metallaxlarna. Bronsbetsel (endel) uppkom vid samma tid. Tvådelad är endast känd från senare delen av Urnefältsperioden, kanske hämtad från Östern. Trä och bronsekrade hjul är kända från Stade,Tyskland, ett träekrat hjul från Mercurago, Italien. Hjul helt i trä har grävts ut i Corcelettes (vid södra ändan av Neuchâtelsjön, Schweiz och i Wasserburg-Buchau, Tyskland (80 cm i diameter).
I Milavče nära Domažlice, Böhmenen, hittades en fyrhjulig miniatyrbronsvagn uppbärande en stor kittel (30 cm i diameter) som innehåller en kremation. Denna exceptionellt rika grav var täckt av en gravhög. Vagnen från Acholshausen (Bayern) innehåller en mansgrav. 
Sådana vagnar är även kända från den nordiska bronsåldern. Vagnen från Skallerup i Danmark innehöll en kremation också. I Peckatel Mecklenburg Tyskland har man funnit en kittelvagn och andra rika gravgods ackompanjerade av ett obränt skelett (Montelius III/IV). Ett annat exempel kommer från Ystad. Sydöstra Europa inkluderar Kanya i Ungern och Orăştie i Rumänien. Miniatyrvagnar i lera, ibland tillsammans med en and, är kända där sedan mitten av bronsåldern (Dupljaja, Vojvodina, Serbien).
Lausitzkulturens vagn från Burg (Brandenburg, Tyskland) har tre hjul på en axel på vilket en and balanserar. Graven i Gammertingen (Kr. Sigmaringen, Tyskland) innehöll två socklade hornapplikationer, som troligtvis tillhörde en miniatyrvagn jämförbar med Burgexemplet, tillsammans med sex ekrade miniatyrvagnar.

### Järn
En järnring från Vorwohlde (Tyskland) daterad till 1500 f.Kr. är det tidigaste fyndet av järn i Centraleuropa. Under senare delen av bronsåldern användes järn till att dekorera hjaltet på svärd. (Schwäbisch-Hall-Gailenkirchen, Unterkrumbach, Tyskland) och knivar (Dotternhausen, Plettenberg, Tyskland) och som nålar. Användandet av järn för vapentillverkning och i domesticerade miljöer började först i den senare Hallstattkulturen. En vitt spridd användning av järn till verktyg kom till stånd under La Tènekulturen.

## Bosättningar
Antalet bosättningar ökade starkt jämfört med den tidigare höggravskulturen. Tyvärr har få blivit ordentligt utgrävda. Befästa bosättningar, ofta på kullar eller flodkrökar är typiska för urnefältskulturen. De är starkt befästa, kallmurade eller med träpalissader. Utgrävningar av öppna bosättningar är sällsynta, men de visar på stora hus med 3-4 gångar med träpelare och väggar i trä och lera. Grophus är kända också men kan ha använts som källare. 

### Öppna bosättningar
Husen bestod av en eller två gångar. Några var ganska små, 4,5 x 5 m vid Runder Berg (Bad Urach, Tyskland), 5-8 m långa Künzig (Bayern, Tyskland), andra upp till 20 m långa. De byggdes med träpelare och väggar med trä och lera. 
Vid Velaticebosättningen i Lovčičky (Mähren) har 44 hus grävts ut.
Stora klockformade förvaringsgropar är känd från Knovízkulturen. Bosättningen i Radonice (Louny) innehöll över 100 gropar. De har troligtvis används för förvaring av utsäde, vilket visar på stort sädesöverskott.

### Pålbyggnader
Vid sjöarna i södra Tyskland och Schweiz blev flera pålbyggnader uppförda. De bestod av enkla hus med ett rum gjorda av trä och lera eller av stockar. Bosättningen i Zug, Schweiz, blev förstörd av eld och ger viktiga insikter i materiell kultur och bosättningarnas organisation. De har även givit dendrokronologiska dateringar.

### Fortifierade bosättningar
Befästa bosättningar på kullar blev vanlig under urnefältsperioden. Ofta användes branta klippor och därmed behövde bara toppen vara befäst. Beroende på material på platsen byggdes de av kallmurad sten eller korslagd virke fyllt med sten, jord eller plankor och palissadtyp pfostenschlitzmauer-fortifikationer. Vid andra befästa bosättningar användes flodkrökar och träsk.  
Fornborgen vid Hořovice i Tjeckien var femtio hektar stor och omgiven av stenmurar. De flesta var betydligt mindre. 
Metallarbeten koncentrerades till de befästa bosättningarna. På Runder Berg har 25 gjutformar i sten hittats. 
Fornborgar tolkas som centrala plaster. Vissa forskare hävdar att uppkomsten av fornborgar är ett tecken på mer krig. De flesta fornborgar övergavs vid slutet av bronsåldern. 
Såvitt vi vet finns det inga speciella bostäder för överklassen, men få bosättningar har grävts ut i större omfattning. I Franche-Comté, har grottor använts som bosättningar, kanske vid oroliga tider.

### Depåer
Depåer var väldigt vanliga under urnefältskulturen. Seden övergavs vid slutet av bronsåldern. Föremålen deponerades vid våta platser som träsk. Eftersom platsen var relativt svåråtkomlig har de troligen använts som gåvor till gudar. Andra depåer innehöll bronsföremål som var antingen brutna eller som man hade misslyckats med vid gjutningen. De skulle förmodligen ha återanvänts av bronssmederna. Eftersom depåerna vid slutet av Urnefältsperioden innehöll samma föremål som vid gravsättningarna tror man att det var ett sätt att förse sig med personliga föremål till livet efter detta. I floden Trieux, Côtes-d'Armor, hittades kompletta svärd tillsammans med ett stort antal kronhjortshorn vilket också kan ha haft en religiös betydelse.

## Kult
Kyffhäusergrottorna i Thüringen innehåller huvudlösa skelett och kluvna människo-  och djurben. Dessa har tolkats som offergåvor. Andra depåer innehåller frön, knutna vegetabiliska fibrer, hår och bronsföremål som yxor,  smycken och nålar. Ithgrottorna i Niedersachsen innehåller liknande material.  
Under Knovizkulturen har man funnit skärmärken och spår av eld på människoben i gropar i bosättningar. De har tolkats som bevis för kannibalism. Eftersom dessa ben är de vanligaste av de ben man har funnit, antar man att detta var ganska vanligt, inkluderande rituellt manipulerande och amputerande av mänskliga lik. 
Månformade lerfigurer (månhorn) tros ha en religiös betydelse, liksom månskäreformade rakblad.
Fascinationen för vattenfåglar indikeras av de många bilderna och tredimensionella framställningarna. I kombination med depåer i floder och träsk antar man en religiös betydelse i samband med vatten.  Ibland är vattenfåglarna kombinerade med cirklar, s.k. solbarkmotiv

## Ekonomi
Nöt, gris, får och getter hölls liksom hästar, hundar och kanske gäss. Nötboskapen var relativt småväxt, med en mankhöjd på 1,2 m. Hästarna var inte mycket större med sina 1,25 m. 
Att fälla skog var mycket vanligt under urnefältsperioden. Ängar skapades förmodligen för första gången under denna period, vilket pollenanalyser visar. Detta ledde till ökad erosion och sedimentavlagringar i floder. 
Vete och korn odlades, tillsammans med ärtväxter och hästbönor. Vallmofrön användes som olja och drog. Hirs och havre odlades för första gången i Ungern och Böhmen. Råg odlades redan, medan den i väst bara var ett besvärligt ogräs. Lin tycks ha minskat i betydelse, kanske för att ull användes till kläder. 
Hasselnötter, äpplen, päron, slån och ekollon samlades in. Några rika gravar innehöll silar, vilka har tolkats som vinsilar (Hart an der Alz). Drycken vin skulle ha importerats från syd, men andra fyndföremål som stöder detta saknas. 
I Lausitzkulturens bosättning i Zug finns det rester av buljong gjord av dinkel och hirs. I nedre Rehn har jäst bröd placerats på bålen. 
Ylle vävdes, vävningsutrustning har hittats. Bronsnålar (Unteruhldingen) användes till att sy.